# Юлия Сервиана Паулина
Юлия Сервиана Паулина (лат. Julia Serviana Paulina) — племянница римского императора Адриана.
Отцом Паулины был римский политик испанского происхождения Луций Юлий Урс Сервиан, а матерью старшая сестра римского императора Адриана Элия Домиция Паулина. Она родилась во время правления императора Траяна. До 117 года Паулина вышла замуж за испанца Гнея Педания Фуска Салинатора. Известный писатель Плиний Младший отправил поздравительное письмо её родителям в связи с этой свадьбой. В их браке родился сын Гней Педаний Фуск Салинатор. Паулина и её муж, по всей видимости, скончались до 136 года.
Отец Юлии всегда лелеял мысль, что младший Салинатор станет наследником Адриана. Император и вправду выделял юношу и, возможно, хотел сделать его своим наследником. Однако в 136 году Адриан передумал и решил сделать наследником Луция Элия Цезаря. Отец и сын Паулины были этим недовольны и, возможно, планировали устранить Луция Элия Цезаря. Чтобы избежать эскалации конфликта, Адриан приказал казнить Сервиана и младшего Салинатора.